# Ситня (деревня)
Ситня — деревня в Солецком муниципальном районе Новгородской области, относится к Дубровскому сельскому поселению.
Деревня расположена на западе Новгородской области, в 1,5 км севернее административной границы с Псковской областью, на реке Ситня (приток Шелони). Близ Ситни на расстоянии порядка километра деревни: Сойкино — на северо-западе, Жильско — на востоке, Малое Загорье и Большое Загорье — ниже по течению реки Ситни (на западе).

## История
Впервые упоминается в писцовых книгах Шелонской пятины Новгородской земли 1498 года, относилась к Илеменскому погосту называлась Княжичи. Владел Княжичами совместно Великий Князь и Спасский монастырь Милецкого погоста.
Известно, что с 1570-х гг. здесь была церковь Николая Чудотворца, до революции 1917 года действовала церковно-приходская школа. Во время Великой Отечественной войны деревня сгорела полностью.

## Транспорт
В деревне мост через реку Ситня на автодороге А116 (Великий Новгород — Сольцы — Порхов — Псков). Также здесь берут начало: дорога в деревню Витебско и дорога в Уторгош через Вшели .